# Alexandru Golescu

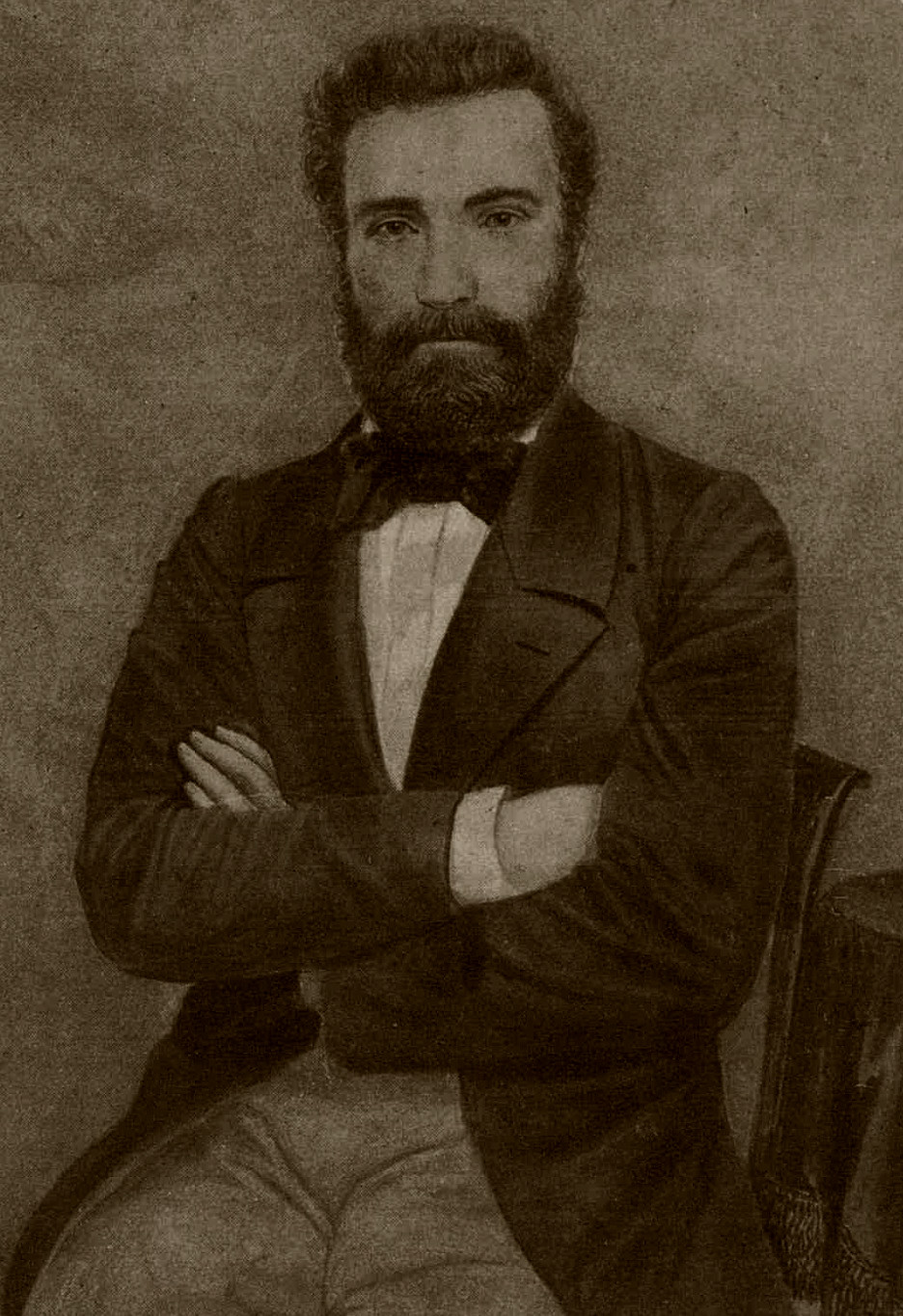
Retrato de Alexandru Golescu.

Alexandru Golescu (1819 - 5 de agosto de 1881) fue un político rumano que llegó a primer ministro de Rumanía entre el 14 de febrero y el 1 de mayo de 1870.

## Biografía

### Primeros años
Nacido en una familia de boyardos en Bucarest, Valaquia, era primo de Ştefan y Nicolae Golescu. Alexandru era conocido como Golescu Negru (Golescu el Negro) para distinguirlo de un pariente suyo, también llamado Alexandru y conocido como Albu (el Blanco).
Alexandru estudió en la Academia Sfântul Sava de Bucarest y después en París, en la École nationale supérieure d'arts et métiers, tras lo que volvió a Valaquia para ejercer de ingeniero.
Junto a Nicolae Bălcescu, Ion Ghica y Christian Tell, Golescu fundó la sociedad secreta Frăţia en 1843, ideada para oponerse al príncipe valaco Gheorghe Bibescu. Volvió a París en 1845 para formar parte de la sociedad revolucionaria de los estudiantes rumanos.

### Revolución y últimos años
Tomó parte en la revolución de Valaquia de 1848. Tomó el cargo de secretario del Gobierno Provisional y sirvió como representante del gobierno en Francia después del 14 de julio de 1848, cargo que usó para pedir ayuda a la Segunda República Francesa para combatir las amenazas del Imperio otomano y de Rusia sobre Valaquia. Golescu participó en las negociaciones entre el gobierno húngaro de Lajos Kossuth y las fuerzas rumanas de Transilvania de Avram Iancu, aunque sus esfuerzos fueron infructuosos.
Tras el final violento de la revolución en Bucarest, Golescu se exilió hasta 1856, aó en que la presencia rusa se vio debilitada por los efectos de la Guerra de Crimea. Desde entonces volvió a luchar por la unificación de Valaquia y Moldavia, lo que se produjo en 1859, cuando Alexandru Ioan Cuza fue elegido Domnitor de los dos Principados del Danubio. Fue en varias ocasiones ministro y, por medio año, fue primer ministro bajo el gobierno de Carlos I de Rumanía. Murió en Rusăneşti, en el condado de Olt.